# Ashlar Ridge
Ashlar Ridge är en ås i Kanada. Den ligger i provinsen Alberta, i den centrala delen av landet, 3 100 km väster om huvudstaden Ottawa.
I omgivningarna runt Ashlar Ridge växer i huvudsak barrskog. Trakten runt Ashlar Ridge är nära nog obefolkad, med mindre än två invånare per kvadratkilometer.